# 머르코비치 칼만
머르코비치 칼만(헝가리어: Markovits Kálmán, 1931년 8월 26일 ~ 2009년 12월 5일)은 헝가리의 수구 선수이다. 그는 부다페스트에서 태어났다. 머르코비치는 1952년 올림픽에서 금메달을 획득한 헝가리 팀의 일원이었다. 4년후 그는 1956년 올림픽에서 다시 금메달을 획득한 헝가리 대표팀의 일원이었다. 1960년 올림픽에서 그는 헝가리 팀과 함께 동메달을 획득했다.